# West Somerset
West Somerset est un ancien district non métropolitain du Somerset, en Angleterre. Son chef-lieu est Williton.
En 2019, il fusionne avec le district voisin de Taunton Deane pour former le district de Somerset West and Taunton.